# Аґата-Інуакаї
Рід Аґата-Інуакаї (яп. 県犬養氏, あがたいぬかいし, аґатаінукаі-сі) — японський аристократичний рід періодів Асука і Нара. 

## Короткі відомості
Рід Аґата-Інуакаї виводив свій родовід від синтоїстського божества Камі Мусібі но мікото. Початково голови роду носили титул-кабане імператорських радників мурадзі (連) , але у 684 році були понижені до титулу шановних панів сукуне (宿禰). 
Первісно, Аґата-Інуакаї завідували вартовими і гончими собаками у імператорських землях міяке та державних провінціях аґата, які мали обов'язок охороняти. З цією діяльністю, ймовірно, пов'язане їхнє родове ім'я, що означає «провінційні собачники». Проте з середини 7 століття, після реформ Тайка, представники роду перетворилися на двірцеву аристократію.
Чимало жінок з роду Аґата-Інуакаї зробили собі кар'єру в імператорськрому конкубіні.  Аґата-Інуакаї но Мітійо, дружина японського високопасадовця Фудзівари но Фухіто, була матір'ю імператриці Комьо і мала значний вплив на японське управління. Інша представниця роду — Аґата-Інуакаї но Хіротодзі, була дружиною імператора Сьому, мати імператорських принців Асака сінно, Іноуе сінно і Фуванай сінно.